# Katja Bohlander-Sahner

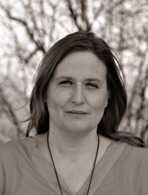
Katja Bohlander-Sahner, 2021

Katja Bohlander-Sahner (* 5. Oktober 1979 in Neunkirchen/Saar) ist eine deutsche Psychologin und Schriftstellerin.

## Leben
Katja Bohlander-Sahner studierte nach dem Abitur Psychologie und Kriminalistik in Saarbrücken. Sie arbeitete fünfzehn Jahre lang als Diplom-Psychologin im Bereich Migration und in der Förderung von Kindern und Jugendlichen.
In den Jahren 2013 und 2014 studierte sie bei Rüdiger Heins im Institut für Kreatives Schreiben in Bingen am Rhein. Von 2021 bis 2023 war sie freie Mitarbeiterin und Lektorin im Verlag Edition Schaumberg. Seit 2023 arbeitet Bohlander-Sahner in einer Bibliothek. Sie veröffentlicht Romane sowie Kurzgeschichten, Erzählungen und Lyrik in Anthologien und Literaturzeitschriften. Ihre Romane haben einen starken regionalen Bezug zum Saarland, so ist die Handlung ihrer Novelle Wiesbacher Sinfonie in der Nachbargemeinde ihres Wohnortes angesiedelt.
Katja Bohlander-Sahner ist Mitglied im Verband deutscher Schriftstellerinnen und Schriftsteller, im Verein Lyrik lebt e. V. (Harz) und im Literaturwerk Rheinland-Pfalz-Saar e. V. 
Seit 2020 betreibt sie zusammen mit Ina Glaes den zweiwöchentlich erscheinenden Bücherpodcast Katjas und Inas Buchgestöber. Seit 2023 organisiert sie, ebenfalls mit Ina Glaes, die Illinger Lesetage Illitera.
Bohlander-Sahner ist verheiratet und hat zwei Kinder. Mit ihrer Familie lebt sie in Hirzweiler in der Gemeinde Illingen/Saar.

## Werke

### Monografien
- Vom Schwimmen in freien Gewässern. Edition Schaumberg, Marpingen 2020, ISBN 978-3-941095-73-1.
- Wiesbacher Sinfonie. Edition Schaumberg, Marpingen 2021, ISBN 978-3-941095-82-3.
- Im Dorf, da wohnen Tiger. Edition Schaumberg, Marpingen 2022, ISBN 978-3-941095-96-0.

### Beiträge in Anthologien
- Die laut’ren Träume. In: Ein Harzer Frosch am Wasserregal. Anthologie zum 4. Literaturpreis Harz. Geest-Verlag, Vechta 2022, ISBN 978-3-86685-927-2.
- Striche in der Landschaft. Lyrik. In: Mario Andreotti und Rüdiger Heins (Hrsg.): eXperimenta. Nummer 6/2022: Hoffnung finden. ISSN 1865-5661, S. 10–14 (PDF).
- Ewigkeit. In: Mario Andreotti und Rüdiger Heins (Hrsg.): eXperimenta. Nummer 3/2024: Sinnieren über Weiblichkeit. ISSN 1865-5661, S. 8–10 (PDF).
- Lint. In: Und wenn im Harz der Roller jodelt. Anthologie zum 5. Literaturpreis Harz. Geest-Verlag, Vechta 2024, ISBN 978-3-86685-423-9.
- Wolfershöh. In: druckreif. Anthologie der Waderner Buchwoche. 2024.

## Auszeichnungen
- 2025: 1. Preis des Literaturwettbewerbs der Gemeinde Stockstadt am Rhein 2024/2025 für die Erzählung Grenzfall[8]